# Ngaoundéré
 Ovo je glavno značenje pojma Ngaoundéré. Za istoimenu planinu pogledajte Ngaoundéré (planina).
Ngaoundéré ili N'Gaoundéré je grad u Kamerunu, sjedište regije Adamawa i departmana Vina. Nalazi se u podnožju planine Ngaoundéré, po kojoj je i nazvan. Krajnja je točka željezničke pruge iz Yaoundéa, kojom dolaze banane, drugo tropsko voće te ostala trgovačka roba s juga zemlje. U blizini grada nalazi se zračna luka, kao i značajne naslage boksita.
Glavne turističke atrakcije su džamija i Velika palača.
Norveški su misionari ovdje 1923. godine osnovali misiju, a 1957. i bolnicu.
Godine 2005., Ngaoundéré je imao 271.700 stanovnika, čime je bio 7. grad po brojnosti u državi. Većina stanovnika su muslimani, pripadnici naroda Mbum i Fula.

## Vanjske poveznice

### Ostali projekti
|  | Zajednički poslužitelj ima još gradiva o temi Ngaoundéré |